# Catherine Erhel
Catherine Erhel est une journaliste, autrice et documentariste française, née le 20 février 1950 à Boulogne-Billancourt et morte le 26 octobre 2007 à Paris à l'âge de 57 ans. Elle est reconnue pour son engagement pour les droits humains et son analyse des affaires judiciaires et sociales. 

## Biographie
Catherine Erhel naît à Boulogne-Billancourt en 1950,,. 
Emprisonnée brièvement après Mai 68, elle publie en 1977 Prisonnières, un ouvrage témoignant de la condition des femmes incarcérées, coécrit avec Catherine Leguay. 
En 1982, elle rejoint le journal Libération, où elle couvre les rubriques Police, Famille et Justice. Elle y dénonce notamment les conditions de détention et l'augmentation des taux de suicide en prison,. Syndicaliste engagée, elle représente la Confédération française démocratique du travail (CFDT) au sein du journal et signe ses articles sous les initiales "CRL",. En 1995, à l’issue d’un long conflit social, elle quitte Libération pour se consacrer à l'écriture de livres,, puis à l'écriture de documentaires,.
Elle publie en 1998 aux éditions JC Lattès L'Affaire Alexi, six meurtres en quête d'auteur. Elle y tente d'éclaircir un fait divers glaçant : en février 1995, la police découvre six corps sans vie dans une villa tranquille de Louveciennes, en banlieue parisienne. Les victimes sont identifiées comme le père d'Alexi, sa belle-mère, les parents de celle-ci, ainsi qu’un couple d’amis. Alexi, âgé de 16 ans et demi, se déclare presque aussitôt l’auteur des meurtres,.
Catherine Erhel préside la section française de l'Observatoire international des prisons (OIP) de 1998 à 2000. L'association agit pour le respect des droits de l'homme en prison et milite pour un moindre recours à l'incarcération. 
En 2000, elle rejoint la rédaction du Nouvel Observateur. 
Catherine Erhel écrit avec Gilles Cayatte avec deux documentaires, qu'il réalise. En 1999, Le Roman d'un menteur revient sur Jean-Claude Romand, faux médecin et la spirale du mensonge qui l'a conduit à assassiner sa femme, ses enfants et ses parents. En 2001, Affaire Markovic, raconte la machination politique engendré par la mort de Stevan Marković, un ressortissant yougoslave employé de l'acteur Alain Delon. En 2004, elle écrit et réalise avec Julien Donada Un homme d'affaires russe assassiné, sur l'affaire Alexi. Elle commence en 2006 l'écriture d'un documentaire sur le thème du rapport des Français à l'argent, documentaire qui restera inachevé. 
Elle meurt le vendredi 26 octobre 2007, à l'Hôtel-Dieu, à Paris, où elle était hospitalisée pour un cancer.

## Publications
- Catherine Erhel et Catherine Leguay, Prisonnières, Stock, coll. « Voix de femmes », 1977 (ISBN 978-2-234-00777-2)
- L'affaire Alexi: six meurtres en quête d'auteur, France loisirs, 1998 (ISBN 978-2-7441-2181-4)
- Le procès de Maurice Papon, A. Michel, coll. « Les grands procès contemporains », 1998 (ISBN 978-2-226-09605-0 et 978-2-226-10528-8)

## Filmographie
- 1999 - Le Roman d'un menteur, réalisé par Gilles Cayatte, écrit avec Gilles Cayatte[11]
- 2001 - L'Affaire Markovic, réalisé par Gilles Cayatte, écrit avec Gilles Cayatte[12]
- 2004 - Un homme d'affaires russe assassiné, écrit et réalisé avec Julien Donada[13],[10]